# Cylichnatys
Cylichnatys is een geslacht van weekdieren uit de klasse van de Gastropoda (slakken).

## Soorten
- Cylichnatys angusta (Gould, 1859)
- Cylichnatys campanula Burn, 1978
- Cylichnatys grimaldii (Dautzenberg, 1891)